# Холидеј Ајланд (Арканзас)
Холидеј Ајланд (енгл. Holiday Island) насељено је место без административног статуса у америчкој савезној држави Арканзас.

## Демографија
По попису из 2010. године број становника је 2.373.
| Група             | 2000.    | 2010.         |
| Белци             | 0 (0,0%) | 2.236 (94,2%) |
| Афроамериканци    | 0 (0,0%) | 6 (0,3%)      |
| Азијати           | 0 (0,0%) | 20 (0,8%)     |
| Хиспаноамериканци | 0 (0,0%) | 67 (2,8%)     |
| Укупно            | 0        | 2.373         |